# Скилзи
Скилзи (енгл. Skillzy) била је званична маскота Европског првенства у фудбалу 2020. које је одржано у 12 градова широм Европе. Скилзи је хуманоид и симболизује слободни стил фудбала, као и културу уличног и пана фудбала. Званично је представљен 24. марта 2019. године.

## Карактеристике
Скилзи је хуманоид, који је званично представљан 24. марта 2019. на утакмици у оквиру квалификација за Европско првенство 2021. између Холандије и Њемачке у Амстердаму, пред 55.000 гледалаца. Маскота симболизује слободни стил фудбала, као и културу уличног и пана фудбала, а представили су га извођачи слободног стила фудбала — Лив Кук и Тобијас Бек. Они су позвали људе из свих 12 градова домаћина, да постављају видео записе вјештина које најбоље представљају њихов град, након чега су бирали кандидате који су ишли на јавно гласање, гдје су изабране по двије особе из сваког града (мушкарац и жена), који су били званични представници слободног стила Европског првенства 2020. и имали су шансу да покажу своје вјештине на одређеним стадионима.